# Aaron Taylor
Aaron Matthew Taylor (San Francisco, 14 novembre 1972) è un ex giocatore di football americano statunitense che ha giocato nel ruolo di offensive guard nella National Football League (NFL). Fu scelto nel corso del primo giro (16º assoluto) del Draft NFL 1994 dai Green Bay Packers. Al college giocò a football all'Università di Notre Dame.

## Carriera da giocatore
Taylor fu scelto nel primo giro del Draft 1994 dai Green Bay Packers, con cui giocò fino al 1997. La promettente carriera di Taylor fu ripetutamente interrotta da infortuni alle ginocchia, ma riuscì comunque a guadagnarsi posto di guardia titolare e a disputare due Super Bowl coi Packers, compreso il Super Bowl XXXI vinto nel 1996. Dopo aver firmato un lucrativo contratto per giocare con i San Diego Chargers nel 1998, Taylor continuò ad essere rallentato dagli infortuni, portandolo al ritiro dopo la stagione 1999.

## Palmarès

### Franchigia
- Super Bowl : 1

Green Bay Packers: XXXI
- National Football Conference Championship: 2

Green Bay Packers: 1996, 1997

### Individuale
- Lombardi Award - 1993

## Statistiche
| Partite totali      | 75 |
| Partite da titolare | 75 |
| Fumble recuperati   | 4  |